# Martin Erdmann (Theologe, 1962)
Martin Erdmann (* 20. Juli 1962 in Stuttgart) ist ein deutscher Theologe und Publizist. Er gründete 2003 das Verax Institut, das er seitdem leitet. Seine Schwerpunkte sind Bibelauslegung und Apologetik.

## Leben
Erdmann machte 1982 Abitur am Friedrich-Schiller-Gymnasium Marbach. Nach einem dreijährigen Besuch der Bibelschule Brake begann er 1987 das Magisterstudium der Missiologie und des Neuen Testaments an der Columbia International University in Columbia, South Carolina, das er drei Jahre später mit dem Master of Divinity abschloss. Zwei Semester lang studierte er 1991 Missiologie, moderne Kirchengeschichte und Neues Testament an der Universität Basel. Von 1992 bis 1993 studierte er an der University of Aberdeen Neues Testament und Patristik; für seine Magisterarbeit The Chiliastic Controversy in the Patristic Literature erhielt er den Master of Theology. 1999 promovierte er in Moderner Kirchengeschichte an der Brunel University in Uxbridge, England. Um seine Kenntnisse des Neuen Testaments und der Theologiegeschichte zu vertiefen, studierte er am Séminaire Libre de Théologie à Genève (Freies Seminar der Theologie in Genf) von 2000 bis 2001. Er habilitierte sich 2017 in Theologie an der Károli Gáspár University of the Reformed Church in Budapest, Ungarn.
Während seines Aufenthalts in verschiedenen US-amerikanischen Städten von 1995 bis 1999 arbeitete Erdmann als unabhängiger Marketing-Partner und Senior Consultant von Global Entrepreneurs Network, gründete und leitete gleichzeitig seine eigenen Firmen VeraxIS sowie Online Communication Systems Inc. in Columbus (Ohio). Als Vizepräsident für Geschäftsentwicklung und Theologie von Mustardseed Media in San José beteiligte er sich am Aufbau der Webseite Biblelands.
1999 trat er seinen Pastorendienst in einer Baptistengemeinde in Wermelskirchen an und unterrichtete gleichzeitig das Fach Neues Testament an der Staatsunabhängigen Theologischen Hochschule Basel. Dort war er von 2000 bis 2003 Fachbereichsleiter Neues Testament. Für das Universitätsspital Basel verfasste er als Senior Scientist von 2004 bis 2008 eine akademische Studie über die ethischen Fragen der Nanomedizin. Von 2003 bis 2010 lehrte er als Assistenzprofessor am Patrick Henry College in Purcellville, Virginia. Von 2005 bis 2010 unterrichtete er Neues Testament und Kirchengeschichte an der Akademie für Reformatorische Theologie in Hannover. 2013 gab er Philosophievorlesungen an der North Greenville University in Tigerville, South Carolina.
2003 gründete er das Verax Institut, das er seitdem leitet. Die Schwerpunkte sind biblische Unterweisung, das Aufgreifen theologischer Themen, die Erforschung aktueller Zeitströmungen und finanzpolitischer Zusammenhänge. Er ist als Autor von Büchern und Artikeln sowie als Videoproduzent tätig; weltweit hält er Vorträge in Deutsch und Englisch. 2013 gründete er den Verlag Verax Vox Media.

## Lehre, theologische Standpunkte und Kritik
Erdmann hat viel zum amerikanischen Evangelikalismus und seinen spezifischen Themen geforscht und publiziert. Er erkennt im gegenwärtigen Hauptstrom der Evangelikalen eine starke Tendenz zu Fortschrittsglauben, Machbarkeit, Liberalismus und Ökumenismus. Er wirft John Stott, der Lausanner Bewegung und weiteren Vordenkern und Hauptexponenten der missionalen Theologie vor, dass sie das Evangelium zugunsten sozialer Hilfe, christlicher Prägung und gesellschaftlicher Transformation entwerten und verfälschen würden.
Der deutsche evangelikale Theologe Thomas Schirrmacher, der für die Weltweite Evangelische Allianz tätig ist, hat ihm widersprochen und seine Sicht als verkürzt kritisiert, weil sie auf gewisse, vorwiegend US-amerikanische evangelikale Persönlichkeiten und Verhältnisse bezogen sei.

## Familie
Erdmann ist verheiratet mit Joy, das Ehepaar hat zwei Kinder.

## Veröffentlichungen
Autor
- Die Computer-Zeitbombe. Asslar, Schulte & Gerth Verlag, 1999, ISBN 3-89437-640-6.
- Building the Kingdom of God on Earth. Wipf & Stock Publishers, Eugene/OR 2005, ISBN 1-59752-135-3.[4][5]
- Der Griff zur Macht: Dominionismus – der evangelikale Weg zu globalem Einfluss. Betanien Verlag, Augustdorf 2011, ISBN 978-3-935558-97-6.[6]
- World Federation: The Ecumenical Agenda. Verax Vox Media, Worthington, OH 2021, ISBN 978-1-7373483-0-6 und ISBN 978-1-7373483-3-7
  - Weltföderation: Die ökumenische Agenda. Verax Vox Media, Worthington, OH 2022, ISBN 979-8-9855529-2-8 und ISBN 979-8-9855529-3-5.
- Spiritualisierung der Technologie: Die Suche des Menschen nach Vollkommenheit. Verax Vox Media, Worthington, OH 2022, ISBN 979-8-9855529-1-1 und ISBN 979-8-9855529-0-4.
  - The Spiritualization of Technology: The Quest for Human Perfection. Verax Vox Media, Worthington, OH 2023, ISBN 979-8-985-55295-9 und ISBN 979-8-985-55296-6.
- Siegeszug des Fortschrittsglaubens. Zusammenfassung: Progressivismus als Ausdruck der amerikanischen Zivilreligion. Verax Vox Media, Worthington, OH, 2021, ISBN 978-1-7347541-4-8 und ISBN 978-1-7373483-2-0.
- Siegeszug des Fortschrittsglaubens. Band 1: Mystizismus als Nährboden des amerikanischen Postmillennialismus. Neufassung. Verax Vox Media, Worthington, OH 2023, ISBN 979-8-9885140-0-8 und ISBN 978-1-7373483-4-4.
- Siegeszug des Fortschrittsglaubens. Band 2: Postmillennialismus als Wurzel der amerikanischen Revolution. Neufassung. Verax Vox Media, Worthington, OH 2023, ISBN 979-8-9855529-4-2 und ISBN 978-1-7373483-5-1.
- Siegeszug des Fortschrittsglaubens. Band 3: Revolution als Inspiration des amerikanischen Progressivismus. Neufassung. Verax Vox Media, Worthington, OH 2023, ISBN 979-8-9855529-7-3 und ISBN 978-1-7373483-6-8.
- Siegeszug des Fortschrittsglaubens. Band 4: Progressivismus als Triebfeder des amerikanischen Imperialismus. Neufassung. Verax Vox Media, Worthington, OH 2023, ISBN 979-8-9885140-1-5 und ISBN 978-1-7373483-7-5.
- Siegeszug des Fortschrittsglaubens. Band 5: Imperialismus als Folge der amerikanischen Zivilreligion. Neufassung. Verax Vox Media, Worthington, OH 2023, ISBN 979-8-9855529-8-0 und ISBN 978-1-7373483-8-2.
- Siegeszug des Fortschrittsglaubens. Band 6: Stichwortverzeichnis, Worterklärungen und Bibliographie. Neufassung. Verax Vox Media, Worthington, OH 2023, ISBN 979-8-9855529-9-7 und ISBN 978-1-7373483-9-9.
- Siegeszug des Fortschrittsglaubens. Kurzfassung: Weltföderation als Krönung des amerikanischen Imperialismus. Verax Vox Media, Worthington, OH 2024, ISBN 979-8-9905060-1-5
- Die Metamorphose des Liberalismus. Band 1. Verax Vox Media, Worthington, OH 2023, ISBN 979-8-9885140-2-2 und ISBN 979-8-9885140-3-9.
  - The Metamorphosis of Liberalism. Band 1. Verax Vox Media, Worthington, OH 2024, ISBN 979-8-9885140-6-0 und ISBN 979-8-9885140-7-7.
- Die Metamorphose des Liberalismus. Band 2. Verax Vox Media, Worthington, OH 2024, ISBN 979-8-9885140-4-6 und ISBN 979-8-9885140-5-3.
  - The Metamorphosis of Liberalism. Band 2. Verax Vox Media, Worthington, OH 2024, ISBN 979-8-9885140-8-4 und ISBN 979-89885140-9-1.
- Millennium: Historical and Exegetical Debate. Verax Vox Media, Worthington, OH 2016, ISBN 978-0-6926264-3-6
  - Millennium: Frühkirchliche Kontroversen. Verax Vox Media, Worthington, OH 2024, ISBN 979-8-9905060-5-3.

Mitautor
- Zondervan Dictionary of Christianity and Science. Zondervan, Grand Rapids, MI 2017. Drei Artikel über die Philosophie von David Hume (S. 367–369), John Locke (S. 425–427) und Benedikt de Spinoza (S. 641–643).
- Siegeszug des Fortschrittsglaubens. Band 4: Progressivismus als Ausdruck der amerikanischen Zivilreligion. Verax Vox Media, Worthington, OH, 2020, ISBN 978-1-7347541-4-8 und ISBN 978-1-7373483-2-0.

Aufsätze
- Mission in John's Gospel and Letters. In: William J. Larkin Jr., Joel F. Williams (Hrsg.): Mission in the New Testament. An Evangelical Approach. (American Society of Missiology Series, No. 27). Orbis Books, New York 1998, ISBN 1-57075-169-2, S. 207–226.
- Der Brief an die Epheser. 44. Teil: Kapitel 5, 21–24. In: Fundamentum. Nr. 2, 2001.
- Der Brief an die Epheser. 45. Teil: Kapitel 5, 25–27. In: Fundamentum. Nr. 3, 2001.
- Extropianismus: Die Utopie der technologischen Freiheit. Martin Bucer Seminar Texte; 35, 2. Jahrgang, 2005 (online, PDF-Datei)
- Willow Creek. In: Evangelical Times. January 2001 (online).
- Willow Creek – Worship and Worldliness. In: Evangelical Times. February 2001 (online).
- Can Germany rediscover the Reformation? In: Evangelical Times. October 2003 (online).
- Was will Warren wirklich? – Das Konzept hinter dem Konzept. In: Bekennende Kirche. Nr. 26, November 2006, S. 10–17 (online, PDF-Datei).
- Effektive Vermarktungsstrategie des Kommunitarismus unter evangelikaler Federführung. In: Bekennende Kirche. Nr. 38, September 2009, S. 27–30 (online, PDF-Datei).
- Die Neo-Kuyperianischen Sphären. In: Gemeindegründung. Zeitschrift der Konferenz für Gemeindegründung. Nr. 98, 2/2009, S. 28–30 (online, PDF-Datei).
- Applying converging technologies in nanomedicine. Taking stock of challenges and benefits. In: European Journal for Clinical Nanomedicine. Band 1, 2008, S. 37–39 (doi:10.3884/0001.9).
- The Spiritualization of Science, Technology, and Education in a One-World Society. In: European Journal for Clinical Nanomedicine. Band 2, 2009, S. 31–38 (doi:10.1515/EJNM.2009.2.1.31).